# At-Talaq
At-Talaq “O Divórcio” (do árabe: سورة الطلاق) é a sexagésima quinta sura do Alcorão e tem 12 ayats.